# Nazz

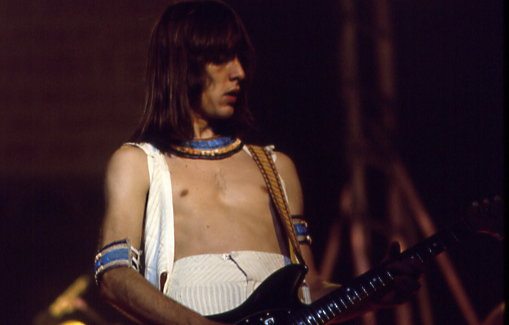
Todd Rundgren.

Nazz était un groupe américain de rock psychédélique, originaire de Philadelphie, en Pennsylvanie. Formé en 1967, c'était le groupe avec lequel Todd Rundgren a fait ses débuts. Les activités du groupe ne durent que deux ans, avant sa séparation en 1969.

## Biographie
Le groupe est formé par Todd Rundgren (guitare), Carson Van Osten (basse), Thom Mooney (batterie) et Robert « Stewkey » Antoni (chant, claviers). Le nom provient de la chanson des Yardbirds The Nazz are Blue, parue sur l'album Roger the Engineer. Ils ont fait leur début sur scène en juillet 1967, en première partie des Doors.
Leurs managers, John Kurland et Michael Friedman, refaçonnent le groupe à destination du marché des teenyboppers. Les Nazz signent chez SGC Records et sortent un premier album, Nazz, en octobre 1968, mais le succès n'est pas au rendez-vous, même si le single Open My Eyes / Hello It's Me, produit par le groupe lui-même, attire l'attention. La chanson en face B atteint la 71e place des charts. Le groupe part en Angleterre, au Royaume-Uni, pour enregistrer son deuxième album, mais des problèmes de visa écourtent le voyage. Finalement, c'est à Los Angeles qu'ils entament l'enregistrement d'un ambitieux double album intitulé Fungo Bat. Toutefois, l'album qui voit le jour en avril 1969, rebaptisé Nazz Nazz, est réduit à un seul disque : l'essentiel du matériel proposé par Todd Rundgren, nettement influencé par Laura Nyro, où il chante lui-même en s'accompagnant au piano, est laissé de côté. Échaudé, il quitte le groupe pour entamer une carrière solo, suivi peu après par Van Osten, le bassiste.
Désormais dominé par Stewkey, Nazz recrute le guitariste Craig Bolyn et le bassiste Greg Sempler pour pallier ces départs. En 1970 paraît Nazz III, constitué des chansons de Rundgren écartées de l'album précédent, mais où la voix de Rundgren a été effacée pour laisser place à celle de Stewkey. Courant 1970, Stewkey et Mooney rejoignent le groupe Fuse, lequel se produit à l'occasion sous le nom de « Nazz ». Après le départ de Mooney, Fuse devient Sick Man of Europe, et finit par se séparer en 1972. Mooney joue par la suite dans divers groupes, tandis que Stewkey abandonne la musique ; les deux autres membres de Fuse, Rick Nielsen et Tom Petersson, connaîtront le succès dans les années 1970 en fondant Cheap Trick.

## Discographie

### Albums studio
- 1968 : Nazz
- 1969 : Nazz Nazz
- 1970 : Nazz III

### Singles
- 1968 : Open My Eyes / Hello It's Me
- 1969 : Hello It's Me / Crowded
- 1969 : Not Wrong Long / Under the Ice
- 1970 : Some People / Magic Me